# Pound for Pound (Extrema)
Pound for Pound è il quinto album della band thrash metal italiana Extrema.

## Tracce
1. Everlasting - 1:12
2. Anymore - 2:58
3. Selfishness - 3:16
4. Fall Down - 4:02
5. Frowning and Haggard - 4:31
6. The Bad Itself - 3:01
7. You Make Me Sick - 3:45
8. For the Sake of Our Children - 4:35
9. Fat Liars - 2:01
10. Deuce - 3:03 (Kiss cover)
11. From the 80s - 3:02
12. My Misery - 4:41
13. F.Y.W. - 3:38

## Formazione
- GL Perotti - voce
- Tommy Massara - chitarra
- Mattia Bigi - basso
- Paolo Crimi - batteria